# Sildafjorden
Sildafjorden er en del af Hardangerfjorden i Kvinnherad kommune  Vestland fylke i Norge. Den går  på syd- og østsiden af Varaldsøy. Den er den østlige fortsættelse af Kvinnheradsfjorden i sydvest og fortsætter som Hissfjorden på nordsiden af Varaldsøy. Sildafjorden har en sidefjord, Maurangsfjorden, som strækker sig mod øst til Mauranger. Fjorden har indløb i syd  mellem Skjelnesodden på Varaldsøya i nordvest og Lyngstranda i sydøst.Derfra går fjorden 15 kilometer omkring det halve Varaldsøy. Ind til bunden af Maurangsfjorden er der 21 kilometer.
Lige øst for Varaldsøy ligger den lille ø Sild, som fjorden er opkaldt efter. Mellem Sild og Varaldsøy ligger Sildasundet og øst for Sild ligger indløbet til Maurangsfjorden. Ænes er en bygd som ligger på sydsiden af indløbet til Maurangsfjorden og er den største bebyggelse ved Sildafjorden.